# 9A busz (Balassagyarmat)
A balassagyarmati 9A jelzésű autóbusz a 9-es busz betétjárata, a kiinduló és érkező állomása az Autóbusz-állomás, szabad- és munkaszüneti napokon közlekedik. A járatot a városi önkormányzat megrendelésére a Volánbusz üzemelteti.

## Járművek
A vonalon egy Volvo 7000 közlekedik.

## Útvonala
| Autóbusz-állomás felé |
| --- |
| Autóbusz-állomás – Mikszáth Kálmán út – Rákóczi fejedelem út – Civitas Fortissima tér – Rákóczi fejedelem út – Kóvári út – Ady Endre út – Hétvezér utca – Batthyány utca – Horváth Endre utca – Mártírok útja – Nyírjesi út – Május 1. utca – Veres Pálné utca – Patvarci út – Szontágh Pál utca – Rákóczi fejedelem út – Mikszáth Kálmán út – Autóbusz-állomás |

## Megállóhelyei
Az utolsó, 14.10-es indulással érinti a Vasútállomás, Nagyliget, Fémipari Vállalat és Kábelgyár megállókat is.
| 9A (Autóbusz-állomás – Autóbusz-állomás) |                        | | |
| Perc (↓)                                 | Megállóhely            | Megállóhelyet érintő járatok | Fontosabb létesítmények |
| 0                                        | Autóbusz-állomás       | 1A, 2C, 4, 6, 6A, 8, 8A, 9A, 9B, 3314 460 1010, 1011, 1012, 1013, 1306, 1308, 3080, 3081, 3305, 3312, 3313, 3315, 3322, 3336, 3340, 3342, 3343, 3344 | Balassagyarmat autóbusz-állomás Tesco áruház |
| 2                                        | Hunyadi utca           | 1, 1C, 2, 2C, 4, 6, 6A, 7, 7A, 7B, 8, 9, 9A, 9B, 3314                                                                                                | Mikszáth Kálmán Művelődési Központ, Salgótarjáni Szakképzési Centrum Szent-Györgyi Albert Gimnáziuma, Szakgimnáziuma és Szakközépiskolája, piac, Spar áruház, OTP Bank |
| 3                                        | Civitas Fortissima tér | 1, 1C, 3B, 4, 6, 6A, 7, 7B, 7D, 8, 9, 9A, 9B, 3314                                                                                                   | Városháza, Vármegyeháza, Jánossy Képtár, Tornay Galéria, Balassagyarmati Törvényszék, Civitas Fortissima tér                                                           |
| +2                                       | Vasútállomás           | 1, 1C, 2, 2C, 3, 3B, 3C, 9, 9A S750 S780 S790 | Balassagyarmat |
| 4                                        | Malom                  | 1C, 3, 3C, 4, 6, 6A, 7, 7B, 8, 9, 9A, 9B | |
| +1                                       | Nagyliget              | 3, 3C, 4, 9A | Nagyligeti Sporttelep, Közép-Duna-völgyi Vízügyi Igazgatóság |
| +2                                       | Fémipari Vállalat      | 3, 3C, 4, 9A | Nagyligeti Sporttelep |
| +4                                       | Kábelgyár              | 3, 3C, 4, 9A | Prysmian Kábelgyár, Delta-Tech Mérnöki Iroda |
| +5                                       | Fémipari Vállalat      | 3, 3C, 4, 9A | Nagyligeti Sporttelep |
| +6                                       | Nagyliget              | 3, 3C, 4, 9A | Nagyligeti Sporttelep, Közép-Duna-völgyi Vízügyi Igazgatóság |
| 5                                        | Madách liget           | 1C, 6, 6A, 7, 7B, 8, 9, 9A, 9B, 3314 | Lidl áruház, Madách liget (lakótelep) |
| 6                                        | Kecskeliget            | 6, 6A, 7, 7B, 8, 9, 9A, 9B, 3314 | Kecskeliget, Salgótarjáni Szakképzési Centrum Mikszáth Kálmán Gimnáziuma, Szakgimnáziuma, Szakközépiskolája és Szakiskolája                                            |
| 7                                        | Klapka György utca     | 6, 6A, 7, 7B, 8, 9, 9A, 9B, 3314 | |
| 8                                        | Vak Bottyán utca       | 6, 6A, 7, 7B, 8, 9, 9A, 3314 | |
| 9                                        | Ruhagyár               | 2, 2C, 3, 3C, 6, 6A, 7, 7B, 8, 9, 9A, 9B, 3314 | An-Ro Ruha Kft. |
| 10                                       | Erdőgazdaság           | 2, 2C, 3, 3C, 6, 6A, 7, 7B, 8, 9, 9A, 9B, 3314 | |
| 11                                       | Mártírok útja          | 2, 2C, 3, 3C, 6, 7, 7B, 8, 9, 9A, 9B, 3314 | |
| 12                                       | Nyírjesi úti óvoda     | 2, 2C, 3, 3C, 6, 7, 7B, 8, 9, 9A, 9B, 3314 | Játékvár Óvoda |
| 13                                       | Jeszenszky utca        | 3, 3B, 3C, 6, 7, 7A, 7D, 8, 8A, 8C, 9, 9A, 9B | |
| 14                                       | Szabó Lőrinc iskola    | 3, 3B, 3C, 5B, 6, 7, 7A, 7D, 8, 8A, 8C, 9, 9A, 9B | Szabó Lőrinc Általános Iskola |
| 15                                       | Veres Pálné utca 51.   | 5B, 8, 8A, 8C, 9, 9A, 9B | |
| 16                                       | Szontágh Pál utca 3.   | 5B, 8, 8A, 8C, 9, 9A, 9B | |
| 17                                       | Rákóczi út 98.         | 1, 1A, 1C, 2, 4, 6, 6A, 7, 7A, 7B, 8, 8A, 9, 9A, 9B                                                                                                  | Nyitnikék Óvoda |
| 18                                       | Dózsa György út        | 1, 1A, 1C, 2, 4, 6, 6A, 7, 7A, 7B, 8, 8A, 9, 9A, 9B                                                                                                  | |
| 19                                       | Autóbusz-állomás       | 1A, 2C, 4, 6, 6A, 8, 8A, 9A, 9B, 3314 460 1010, 1011, 1012, 1013, 1306, 1308, 3080, 3081, 3305, 3312, 3313, 3315, 3322, 3336, 3340, 3342, 3343, 3344 | Balassagyarmat autóbusz-állomás Tesco áruház |

## Külső hivatkozások
- A Nógrád Volán weboldala. [2014. december 30-i dátummal az eredetiből archiválva].
- Valósidejű utastájékoztatás. Nógrád Volán. [2018. augusztus 21-i dátummal az eredetiből archiválva]. (Hozzáférés: 2018. augusztus 21.)